# Campylaspis minor
Campylaspis minor är en kräftdjursart som beskrevs av Hale 1945. Campylaspis minor ingår i släktet Campylaspis och familjen Nannastacidae. Inga underarter finns listade i Catalogue of Life.